# 도미카와역
도미카와역(일본어: 富川駅)은 일본 홋카이도 사루군 히다카정에 위치한 홋카이도 여객철도 히다카 본선의 철도역이다. 단선 승강장 1면 1선의 구조를 갖춘 지상역이다.

## 이용 현황
- 1981년: 341명
- 1992년: 247명

## 역 주변
- 국도 제235호선 · 국도 제237호선
- 히다카 자동차도 히다카토미카와 나들목
- 몬베쓰 향토 자료관
- 사루강

## 역사
- 1913년 10월 1일: 도마코마이 게이벤 철도의 사루후토역으로서 개업. 일반역.
- 1922년 8월 21일: 사루 궤도 이 역 - 히라토리역 간 개통.
- 1924년 9월 6일: 히다카 척식철도 이 역 - 아쓰가역 간 개통.
- 1927년 8월 1일: 도마코마이 게이벤 철도가 국유화에 의해 관설철도로 이관. 선로명을 히다카 선으로 개칭. 그것에 의해 이 노선의 역이 된다.
- 1929년 11월 26일: 오이와케 기관고 사루후토 분고 설치.
- 1931년 11월 10일: 오이와케 기관고 사루후토 분고 폐지.
- 1941년 10월 25일: 닛폰 제지 전용선 운용 개시.
- 1943년 11월 1일: 선로명을 히다카 본선으로 개칭, 그것에 의해 이 노선의 역이 된다.
- 1944년 4월 1일: 도미카와역으로 개칭.
- 1952년 12월 11일: 사루 궤도 폐지.
- 1982년 11월 15일: 화물 취급 폐지.
- 1984년 2월 1일: 소화물 취급 폐지.
- 1986년 11월 1일: 무인화.
- 1987년 4월 1일: 일본국유철도 분할 민영화에 의해, 홋카이도 여객철도가 승계.
- 1989년: 역사 개축.
- 시기 불명: 간이 위탁 폐지, 완전 무인화.

## 인접역
| 홋카이도 여객철도 히다카 본선 | 홋카이도 여객철도 히다카 본선 | 홋카이도 여객철도 히다카 본선 |
| ----------------------------- | ----------------------------- | ----------------------------- |
| 시오미 도마코마이 방면        | ■ 히다카 본선                 | 히다카몬베쓰 사마니 방면      |